# Antonino Iuorio
Antonino Iuorio (Napoli, 29 marzo 1963) è un attore e regista teatrale italiano.

## Biografia
Nasce a Napoli nel marzo 1963,
ha lavorato nel cinema con Federico Fellini, Terry Gilliam, Dario Argento, Marco Risi, Damiano Damiani, Bigas Luna, Mario Martone, Antonio Capuano, Sergio Cabrera, Luciano Odorisio, Stefano Incerti, Carl Haber, Joseph Sargent, Alessandro Benvenuti, Tonino Zangardi, Paolo e Vittorio Taviani, i Manetti Bros., Franco Bernini, Giovanni Veronesi, Francesco Patierno.
In teatro con Luca Ronconi, Klaus Gruber, Toni Servillo, Antonio Neiwiller, Egisto Marcucci, Ninni Bruschetta, Valter Malosti, Beppe Navello, Cherif, Giorgio Pressburger, Abel Ferrara, Adriana Martino, Roberto Valerio, Andrea De Rosa.
Ha vinto il Premio Ubu nel 1992 per La trasfigurazione di Benno il ciccione di Albert Innaurato, la targa d'argento Saint Vincent 1995 come attore rivelazione per Il verificatore di Stefano Incerti e Ivo il tardivo di Alessandro Benvenuti, il Premio Fondi La Pastora ed il Premio "Cinema e società".
È noto per l'interpretazione del perfido Alvise Radicati nella serie Elisa di Rivombrosa (2003). 
Ha diretto in teatro Tutto scorre di Massimo Sgorbani, presentato al festival del teatro di Asti 2004 e vincitore del Premio Fondi La Pastora, Apocalisse nell'arte di Valentino Zeichen e Le cose sottili nell'aria di Massimo Sgorbani, presentato al Festival di Santarcangelo 2006. Nel 2007 dirige Talem di Sergi Belbel. 
Nel 2008 dirige Hinkemann di Franz Xavier Kroetz e Manhattan Medea di Dea Loher. Nel 2011 firma la regia di Camminare sul fuoco di Ulrike Freising.
Da alcuni anni, parallelamente alla sua attività di attore e regista teatrale, è impegnato nel campo dell'arte contemporanea.

## Filmografia

### Cinema
- Ginger e Fred, regia di Federico Fellini (1986)
- Ternosecco, regia di Giancarlo Giannini (1987)
- Un tassinaro a New York, regia di Alberto Sordi (1987)
- Opera, regia di Dario Argento (1987)
- Soldati - 365 all'alba, regia di Marco Risi (1987) (accreditato come Antonio Juorio)
- Animali metropolitani, regia di Steno (1987)
- Se lo scopre Gargiulo, regia di Elvio Porta (1988)
- Casa mia, casa mia..., regia di Neri Parenti (1988)
- Family Express, regia di George Nicolas Hayek (1990)
- Arriva la bufera, regia di Daniele Luchetti (1992)
- Nel continente nero, regia di Marco Risi (1992)
- Morte di un matematico napoletano, regia di Mario Martone (1992)
- L'angelo con la pistola, regia di Damiano Damiani (1992)
- Per amore, solo per amore, regia di Giovanni Veronesi (1993)
- Ivo il tardivo, regia di Alessandro Benvenuti (1995)
- Il verificatore, regia di Stefano Incerti (1995)
- Ilona arriva con la pioggia, regia di Sergio Cabrera (1996)
- Bambola, regia di Bigas Luna (1996)
- L'amico di Wang, regia di Carl Haber (1997)
- Altri uomini, regia di Claudio Bonivento (1997)
- Polvere di Napoli, regia di Antonio Capuano (1998)
- Senza movente, regia di Luciano Odorisio (1999)
- Luna rossa, regia di Antonio Capuano (2001)
- Prendimi e portami via, regia di Tonino Zangardi (2003)
- Piano 17, regia dei Manetti Bros. (2005)
- Shooting Silvio, regia di Berardo Carboni (2006)
- Mineurs, regia di Fulvio Wetzl (2007)
- Ubaldo Terzani Horror Show, regia di Gabriele Albanesi (2010)
- The Wholly Family, regia di Terry Gilliam (2011)
- Dolce di latte, regia di Gianni Leacche (2008)
- La settima onda, regia di Massimo Bonetti (2015)
- My Father Jack, regia di Tonino Zangardi (2016)
- Il permesso - 48 ore fuori, regia di Claudio Amendola (2017)
- Ammore e malavita, regia dei Manetti Bros. (2017)
- Bob & Marys - Criminali a domicilio, regia di Francesco Prisco (2018)
- Moschettieri del re - La penultima missione, regia di Giovanni Veronesi (2018)
- La peste, regia di Francesco Patierno (2021)
- Diabolik, regia dei Manetti Bros. (2021)

### Televisione
- Investigatori d'Italia, regia di Paolo Poeti – miniserie TV (1987)
- Colletti bianchi – serie TV (1988)
- Squadra speciale scomparsi – serie TV (1999)
- Vola Sciusciù, regia di Joseph Sargent (2000)
- I crociati, regia di Dominique Othenin Girard (2000)
- Distretto di Polizia – serie TV, episodio 3x02 (2002)
- Elisa di Rivombrosa – serie TV (2003)
- Luisa Sanfelice, regia di Paolo e Vittorio Taviani – miniserie TV (2004)
- Crimini – serie TV  (2006)
- L'ultima frontiera, regia di Franco Bernini – film TV  (2006)
- Era mio fratello, regia di Claudio Bonivento (2007)
- Tutti pazzi per amore – serie TV (2009)
- L'ispettore Coliandro – serie TV, episodi La pistola, Anomalia 21, Mortal Club (2009-2010; 2017)
- Caterina e le sue figlie – serie TV (2010)

## Teatro
- Falstaff e le Allegre Comari di Windsor, di William Shakespeare, Regia di Marco Carniti - Teatro Globe (2021)
- Satyricon, nella riscrittura di Francesco Piccolo, Regia di Andrea De Rosa - Teatro Nazionale di Napoli / Teatro Argentina (2019)
- Il Professionista, testo e Regia di Tommaso Agnese - Teatro Sala Umberto, Roma (2016)
- L’Impresario delle Smirne, di Carlo Goldoni, Regia di Roberto Valerio - Associazione Teatrale Pistoiese (2015)
- Il Dio conteso, Regia di Adriana Martino - Teatro India, Roma (2011)
- Top Dogs, di Urs Widmer Regia di Pietro Bontempo - Teatro Colosseo, Roma (2008)
- Le cose sottili nell’aria, di Massimo Sgorbani - Regia di Antonino Iuorio - Festival di Santarcangelo / Asti Teatro (2006)
- Piccola Alice, di Edward Albee - Regia di Abel Ferrara - Compagnia delle Ortiche / Teatro Mercadante (2005)
- Apocalisse nell'arte, di Valentino Zeichen - Regia di Antonino Iuorio - Galleria Poggiali e Forconi, Firenze (2004)
- Ronaldo, il Pagliaccio di Mac Donald's, di Rodrigo García - Regia di Cherif - Compagnia delle Ortiche, Roma (2003)
- Messaggio per il secolo, di Giorgio Pressburger - regia di Giorgio Pressburger - Teatro Stabile di Trieste (2002)
- Nella solitudine dei campi di cotone, di Bernard-Marie Koltès - Regia di Cherif - Compagnia delle Ortiche, Roma (1999)
- Un coperto in più, di Maurizio Costanzo - Regia di Geppy Gleijeses - Gittiesse / Teatro Parioli (1998)
- Ballo in maschera, di M. Yuryevich Lermontov - Regia di Valter Malosti - CTB, Brescia (1998)
- La donna nell’armadio, di Ennio Flaiano - Regia di Egisto Marcucci - Teatro Stabile dell'Aquila (1997)
- Il caso Papaleo, di Ennio Flaiano - Regia di Giuseppe Navello - Teatro Stabile dell'Aquila (1997)
- Dialoghi con Leucò, di Cesare Pavese - Regia di Cherif - Compagnia delle Ortiche, Roma (1996)
- Breve viaggio in assenza di voglia di Onorio Utoianni Poeta, di Antonino Iuorio e Massimo Nunzi - Giardini delle Filarmonica (1995)
- Splendid’s, di Jean Genet - Regia di Klaus Maria Gruber - Piccolo Teatro, Milano (1995)
- Antonino Iuorio VS Daniele Sepe, di Antonino Iuorio e Daniele Sepe - Teatro Parioli in Roma (1995)
- Beatitudine e patimento nel finale del Dottor Zivago, Francesco Suriano - Regia di Ninni Bruschetta - Teatro Colosseo, Roma (1994)
- I Carabinieri, di Beniamino Joppolo - Regia di Ninni Bruschetta - Teatro di Messina (1993)
- Il leone, di Amos Kenan - Regia di Marco Parodi - Festival di Benevento (1992)
- Carne, Varietà Onirico, di Autori Vari - regia di Valter Malosti - Festival di Santarcangelo (1992)
- La trasfigurazione di Benno il Ciccione, di Albert Innaurato - Regia di Valter Malosti - Teatro di Dioniso, Torino (1992)
- Rasoi, di Enzo Moscato - regia di Mario Martone e Toni Servillo - Teatri Uniti, Napoli (1991)
- Gli ultimi giorni dell’umanità, di Karl Kraus - regia di Luca Ronconi - Teatro Stabile di Torino (1991)
- Besucher, di Botho Strauss - regia di Luca Ronconi - Teatro Stabile di Torino / Teatro Eliseo (1990)
- Woyzec, di Georg Buchner - regia di Mario Martone - Ater Teatro (1989)
- Oberon, di Carl Maria V. Weber - regia di Luca Ronconi - Teatro Alla Scala, Milano (1988)
- Simbionty IV, di Antonino Iuorio - regia di Antonino Iuorio - Teatro Spazio Libero, Napoli (1987)
- Galena Blanca, di Antonino Iuorio - regia di Antonino Iuorio - Teatro Spazio Libero, Napoli (1986)
- Non dovevano avventurarsi nel bosco, di Vittorio Lucariello - regia di Vittorio Lucariello - Lago d'Averno, Napoli (1986)
- Alexis, di Antonino Iuorio - regia di Antonino Iuorio - Teatro Spazio Libero, Napoli (1985)
- Accelerazione, di Antonino Iuorio - regia di Antonino Iuorio - Teatro Spazio Libero, Napoli (1984)
- Carnevale di Venezia, (Azioni di Teatro di strada) - regia di Claudio Ascoli - Compagnia Chille de la Balanza (1984)
- Milo Licata, di Massimo Maraviglia - regia di Massimo Maraviglia - Teatro Spazio Libero, Napoli (1983)